# Парадокс глобализации

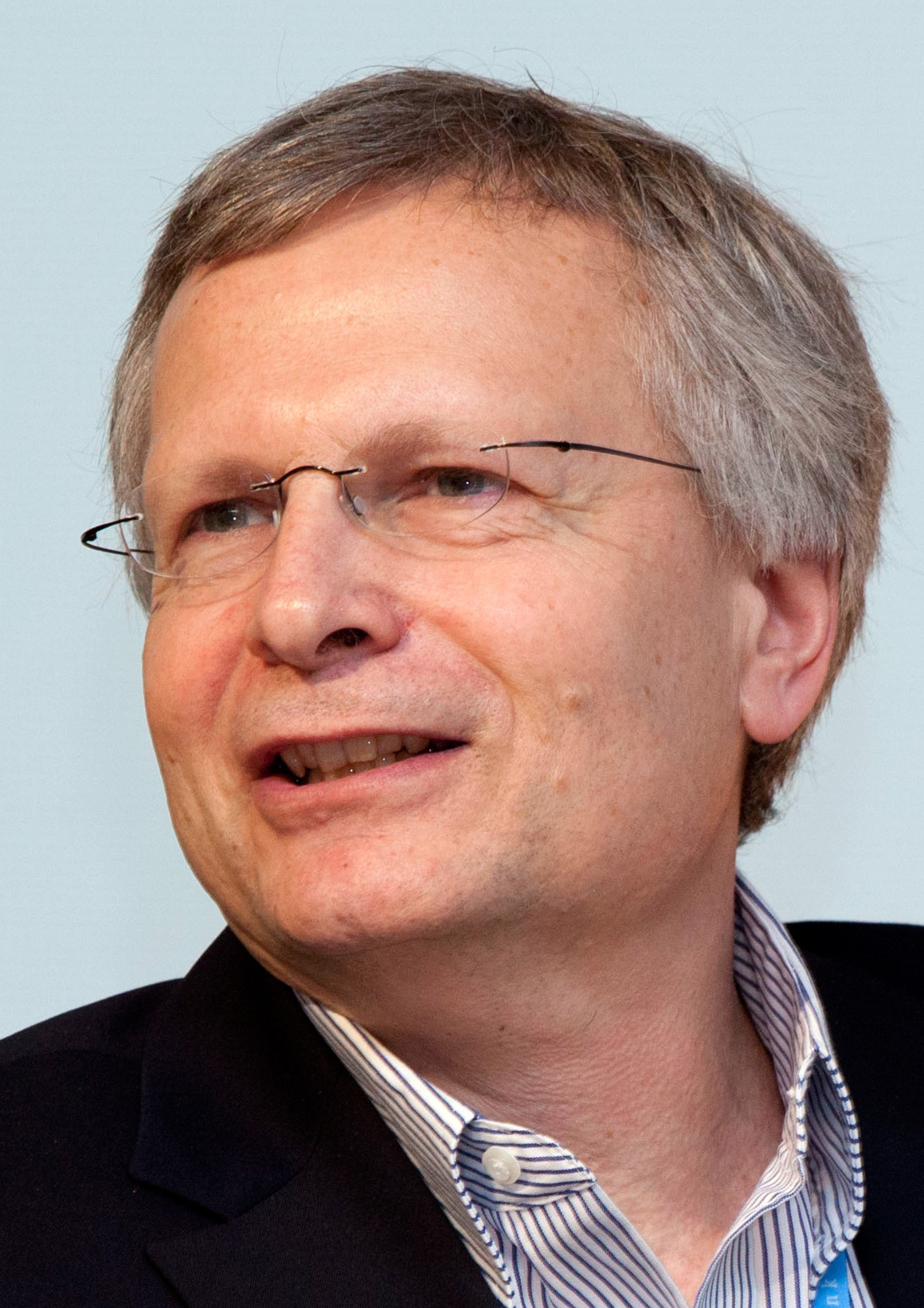
Дэни Родрик

Парадокс глобализации (англ. The Globalization Paradox) — парадокс, описанный американо-турецким экономистом Дэни Родриком, который он также называет трилеммой глобализации, предполагая наличие конфликта между демократией, экономической глобализацией и неограниченной автономией или суверенитетом государств. Родрик утверждает, что невозможно сосуществование этих трех целей политики на уровне национального государства.

## Описание парадокса
В 2011 году была издана книга Родрика «Парадокс глобализации. Демократия и будущее мировой экономики», посвященная анализу причин и истоков постулируемого автором парадокса. Его квинтэссенцией он считает конфликт между демократической системой государственного управления, перспективной интеграцией экономики отдельных государств в мировую экономику (гиперглобализация в понятии Родрика) и суверенитетом, особенно в отношении экономической и социальной политики.
По мнению Родрика, имеет место трилемма глобализации, сформулированная по аналогии с трилеммой международных финансов: можно совместить не более двух из вышеупомянутых политических целей, на что до сих пор в дискурсе проблемы глобализации не обращают внимание. Он утверждает, что гиперглобализация возможна только в случае создания той или иной формы мирового правительства (глобальный федерализм), или отказа от демократии в отдельных государствах в пользу технократической элиты, которая будет приспосабливать свою политику к требованиям мирового рынка (а не к ожиданиям граждан). Родрик считает, что первый вариант не является реалистичным, а второй недопустимый по моральным соображениям, и остается отказаться от гиперглобализации в пользу системы аналогичной Бреттон-Вудской. Как утверждает Родрик, такая система позволит суверенным, демократическим странам воспользоваться возможностями мирового рынка в пределах определённых международных принципов его работы.

## Здоровая глобализация
В последней главе своей книги под названием «Здоровая глобализация» Родрик предложил международный проект экономической системы, которая позволяет избежать трилеммы глобализации. Предлагаемая реформа включает:
- изменение правил ВТО, с тем чтобы государства-члены имели больше свободы в управлении своими национальными экономиками (например, позволяя определённые формы протекционизма, чтобы защищать национальные рынки или определённым образом направлять развитие промышленности);
- введение регулирования мировых финансовых рынков (например, налог Тобина);
- разрешение бесплатного (по сравнению с текущей ситуацией — Родрик не исключает определённые ограничения) перемещения рабочей силы между странами;
- восприятие развивающихся стран, как полноправных хозяйственных партнеров.

## Примеры
По Родрику, первая попытка управления первой глобализацией была предпринята перед первой мировой войной в виде «золотого стандарта». Родрик называет этот подход «золотой смирительной рубашкой», так как он сильно ограничивает возможности национальных правительств по развитию экономики. Например, в 1930-х годах, когда Великобритания попробовала вернуться к золотому стандарту, выяснилось, что политика ограничений непопулярна у избирателей. Тем самым, золотой стандарт, допуская суверенитет и свободу движения товаров и капиталов, входит в противоречие с демократией. В ту же ловушку, по мнению Родрика, попала еврозона: внутренняя глобализация рынков товаров и капитала с сохранением суверенитета привела к насаждаемой Брюсселем и Берлином политике «золотой смирительной рубашки», которая порождает социальные трения; по мнению Родрика, страны еврозоны сегодня удерживает вместе страх перед неизвестностью; он считал в 2013 году, что для Греции и Испании выход из еврозоны был бы меньшим злом.
В качестве второго примера Родрик приводит Бреттон-Вудскую систему, которая не ограничивала демократию и суверенитет (допуская, в частности, государства всеобщего благосостояния), но ценой ограничения глобализации в виде ограниченной свободы торговли и жёсткого контроля за движением капиталов. Родрик отмечает, что после распада Бреттон-Вудской системы преуспевшие государства (например, Китай) характеризуются тем, что они сохранили больше черт этой системы, а не погнались за полной открытостью в рамках ВТО. В публичных выступлениях Родрик расширяет классический пример М. Фридмана с производством карандашей (изготовление столь простого продукта сегодня требует кооперации многих людей и стран), указывая, что большая часть карандашей сегодня производится в Китае не только потому, что так решил рынок, но в значительной части потому, что так решило китайское правительство (предоставляя государственное финансирование и субсидии и контролируя перемещение капиталов).
В качестве третьего, гипотетического, примера Родрик предлагает «глобальный федерализм»: мировое правительство с его очевидным отсутствием национального суверенитета и вполне возможной опасностью для демократии.